# ديلروي تشاك
ديلروي تشاك هو محامي وصحفي وسياسي جامايكي، ولد في 2 ديسمبر 1950 في Christiana, Jamaica ‏ في جامايكا. نشط حزبياً في حزب العمال الجامايكي. وقد انتخب عضو مجلس نواب جامايكا ‏.